# بارسيون

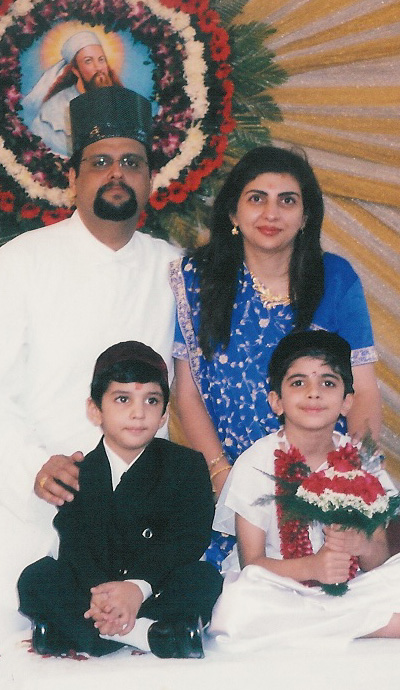
عائلة بارسية في أزياءهم التقليدية

بارسيون (بالهندية:पारसी) هي مجموعة عرقية دينية يتركز تواجدها في شبه القارة الهندية.
ويمثلون جزءا من الزردشتيين الذين يعيشون في شبه القارة الهندية. المعروف أن البارسي وهم الزردشتيون الإيرانيون استوطنوا غرب الهند قبل ألف عام مضت. التواجد القديم للبارسي أدى إلى تميزهم عن القومية الزردشتية الأخرى في شبه القارة الهندية وهي قومية إيراني الزردشتية والتي تشكلت نتيجة هجرة لاحقة.

## التعريف والهوية
لم يثبت استخدام مصطلح «بارسي» في الهند حتى القرن السابع عشر. حتى ذلك الوقت كان يستخدم لفظ زردشتي "Zarthoshti","Zoroastrian" أو "Behdin" للدلالة على الطبيعة الطيبة أو الدين الطيب. هنالك مخطوطة سنسكريتية ترجع إلى القرن الثاني عشر تثني على البارسي المرجع (Parsi legend; cf. Paymaster 1954, p. 8 incorrectly attributes the text to a Zoroastrian priest), تعتبر أقدم توثيق لاستخدام هذا المصطلح.
أول إشارة للمصطلح «بارسي» في اللغات الأوروبية عندما قام راهب فرنسي يدعى جوردانوس "Jordanus" بالثناء عليهم وذكر تواجدهم في ثانا"Thana" وبروش "Broach".لاحقا ظهر هذا المصطلح في العديد من اللغات الأوروبية، الفرنسية ثم البرتغالية، ولاحقا الإنجليزية، كل من هذه اللغات كانت تستخدم مصطلح خاص بها.على سبيل المثال في اللغة البرتغالية الطبيب غارسي دي اورتا في العام 1563 لاحظ وجود تجار في مملكة كامباي "Cambai" يدعون "Esparcis" وقال نحن البرتغايين ندعوهم يهود ولكنهم ليسو كذلك انهم "Gentios".في بداية القرن العشرين اكد الحاكم القانوني لمنطقتي دافار وبيمان "Davar and Beaman" ان المصطلح «بارسي» يستخدم في إيران للدلالة على الزردشتيين.يلاحظ ان الإيرانيين يستخدمون كلمة هندو "Hindo" للدلالة على أي شخص من شبه القارة الهندية وبالمقابل يطلق الهنود لقب بارسي على أي شخص ذا اصول تنحدر من إيران الكبرى بغض النظر عن كونه ينتمي للقومية الفارسية ام لا.على كل الأحوال كلمة «بارسي» لا ترمز بالضرورة إلى الاصل الفارسي أو الإيراني لهذه المجموعة وانما ترمز إلى مجموعة من الخصائص العرقية والهوية لهم.اما مصطلح "بارسيسم" 'Parseeism' (أو 'Parsiism')فيعود إلى "اونكوتيل دوبيرون "Anquetil-Duperron" والذي قام في عام 1750 عندما لم يكن متعارف على كلمة زردشتية حيث اشار بطريق الخطأ إلى ان البارسي هم الاتباع الوحيدون الباقون لهذا الدين.بعض أعضاء المجتمع البارسي يؤكدون على ان والد الطفل يجب أن يكون بارسي كي يحمل الطفل هذه الصفة، ولكن هذا المفهوم يتعارض مع الزردشتية التي تدعو إلى المساواة بين الجنسين، ربما تكون هذه الفكرة من رواسب الماضي.
والتعريف المتداول والمتعارف عليه للبارسي مبني على تشريع 1909 وهو ان من ينطبق عليهم تعريف بارسي هم ثلاثة، اولا المهاجرين الفرس الذين يولدون من أبوين فارسيين معتنقين للديانة الزردشتية، ثانيا الإيرانيين من بلاد فارس الذين يعتنقون الديانة الزردشتية، ثالثا الأطفال من اب بارسي وام اجنبية اعتنقت الديانة الزردشتية.

## كهوية عرقية
رغم أن الفرس في الهند ترجع اصولهم إلى بلاد فارس الا انهم فقدو صلاتهم العائلية والاجتماعية. فالكثير منهم لا يشاركوا الفرس في اللغة والتاريخ الحديث.  فمنذ الهجرة الأولى للفرس انسجموا مع المجتمع الهندي مع حفاظهم على العادات والتقاليد الخاصة بهم وهذا ما جعلهم متميزين دائما عن المجتمع الهندي، فهم هنود من ناحية الانتماء القومي من خلال اللغة والتاريخ ولكنهم ليسوا هنود خالصين من ناحية صلة الدم (يشكلون 0.006% من مجمل سكان الهند) كما أنهم مختلفين من ناحية العبادات والثقافة والدين.
لقد اسفرت اختبارات الحمض النووي عن نتائج مختلطة. فإحدى الاختبارات دلت على ترابط البارسي حيث حافظوا على اصولهم الفارسية من خلال عدم امتزاجهم مع السكان المحليين من خلال زيجات مختلطة. لكن دراسة أخرى جرت في عام 2002، اعتمدت الكروموسوم الصبغي الذكري قد دلت على ان بارسي باكستان اقرب إلى الإيرانيين من جيرانهم. في عام 2004 أجريت دراسة اعتمدت الكروموسوم الصبغي الانثوي قد دلت على قرب البارسي من القاجار أكثر من قربهم من الإيرانيين. والقائمون على الدراسة عام 2004 استنتجوا ان المهاجرين الأوائل من الذكور تزاوجوا مع اناث من السكان المحليين مما أدى إلى فقدان المورث mtDNA من الأصل الإيراني.

## التصورات الذاتية
من يكون (أو لا يكون) بارسي من القضايا الخلاف الكبير في المجتمع الزردشتي في الهند.المتعارف عليه ان البارسي يجب أن ينحدر من سلالة فارسية اصلية وان يكون قد نشاء في مجتمع زردشتي (أي ان لا يكون قد اعتنق الزردشتية) وبهاذا يكون المجتمع البارسي مجتمع ذا اثنية عرقية ودينية معا.
والتعريف المتداول والمتعارف عليه للبارسي مبني على تشريع 1909 وهو ان من ينطبق عليهم تعريف بارسي هم ثلاثة، اولا المهاجرين الفرس الذين يولدون من أبوين فارسيين معتنقين للديانة الزردشتية، ثانيا الإيرانيين من بلاد فارس الذين يعتنقون الديانة الزردشتية، ثالثا الأطفال من اب بارسي وام اجنبية اعتنقت الديانة الزردشتية.منذ ذلك الوقت تم تعديل هذا القانون عدة مرات.فالدستور الهندي القائم على مباديء المساواة الغى مع الفقرة الثالثة، الفقرة الثانية تم ابطالها في 1948 , في عام 1950 تم اعتماد الفقرة الثانية واعتبر قانون 1909 قانون مبدئي أي كقول مأثور وليس له أي سلطة قانونية.
ورغم إلغاء قانون 1909 من الناحية القانونية إلا أن البارسيين ملتزمين به حتى المعتدلين منهم، ففي العدد بتاريخ 21 فبراير 2006 من صحيفة Parsiana الختصة بالمجتمع البارسي الزردشتي ان العديد من الأطفال البالغين المولودون من ام بارسية واب غير بارسي والذين اختاروا الانتماء لدين الام انهم رغم كونهم قانونيا من البارسي إلا أن البارسي لا ينظروا لهم باعتبارهم من هذا المجتمع ورغم أنهم ملتزمين دينيا لهذا المجتمع، وبالتالي لا يستفيدون من مذابح النار المخصصة لطائفة البارسي الزردشتيين.

## إحصائيات ديموغرافية

### التعداد الحالي
التقديرات التقليدية لعدد البارسي في العالم هو 100,000 مع ان التقديرات الفردية قد تنحرف عن هذا الرقم، مثلا Eliade, Couliano & Wiesner في 1991 قدرهم باقل من 100,000 ,Palsetia مثلا قدرتهم ب 110,000 تقريبا، اما Hinnels فقدرتهم عام 2005 ب 110,000 بزيادة أو نقصان 10% عن هذا الرقم، التقديرين الأول والثاني اعتمدا على بيانات تم جمعها في الثمانينيات، حيث ان تعداد سكان الهند في عام 1981 قدر عدد البارسي ب 71,630 , اما تقدير John Hinnel's والذي جاء متاخرا فقد اعتمد البارسي الذين يعيشون في الشتات بالإضافة إلى البرسي في الهند والذين قدر عددهم بناء على تعداد سكان الهند في عام 2001 والذي قدر عدد البارسي ب 69,601 مع التركيز على مدينة مومباي وما حولها (المعروفة سابقا باسم بومباي).

### الاتجاهات السكانية
بيانات تعداد السكان الهندي تبين ان اعداد البارسي واصلت انخفاضها باطراد منذ عدة عقود.أعلى تعداد للبارسي كان 114,890 والذي تم في عام 1940، والذي ضم سكان مستعمرة التاج والتي هي اليوم الهند، باكستان، بنغلادش. بعد الاستقلال وبناء على معلومات مبنية على تعداد السكان الهندي كان تعدادهم 111,791 وذلك في عام 1951 ويظهر هذا التعداد انخفاضهم بمعدلات عالية بنسبة 9% خلال عقد.
وفقا للجنة الوطنية للاقليات، هنالك مجموعة من الأسباب للانحدار في تعداد المجتمع البارسي، أهمها عدم الانجاب والهجرة المرجع (Roy & Unisa 2004, p. 8, 21). الاتجاهات السكانية تتوقع ان عدد البارسي سيكون 23,000 في عام 2020 (أقل من 0.0002 ٪ من سكان الهند عام 2001).وعندها المجتمع البارسي والذي يعتبر الآن مجتمع "community" سوف يفقد هذه الصفة ويحمل لقب "tribe" المرجع (Taraporevala 2000, p. 9).
خمس الانخفاض في تعدادهم يعزى إلى الهجرة (Roy & Unisa 2004, p. 21).كما أنه في عام 2001 سجل البارسي أول انخفاض في معدلات الولادة عن معدلات الموت، حيث شكل البارسي فوق سن 60 نحو 31% من تعدادهم.رغم أن المعدل الوطني لهذه الفئة العمرية 7%.فقط 4.7 % من البارسي تحت سن 6 سنوات وهذا يترجم إلى ان هنالك 7 ولادات في السنة لكل 1000 شخص (Roy & Unisa 2004, p. 14).

### إحصائيات ديموغرافية أخرى
النسبة بين الجنسين غير اعتيادية في المجتمع البارسي.النسبة بين الذكور والإناث في عام 2001 كانت 1,000 ذكر إلى 1,050 انثى (من اصل 1024 في عام 1991), وذلك راجع إلى ارتفاع متوسط الاعمار (النساء المسنات أكثر عددا من الرجال المسنين).حيث ان المعدل الوطني 1,000 ذكر لكل 933 انثى.
الفارسي لديهم ارتفاع في معدل معرفة القراءة والكتابة: اعتبارا من عام 2001، بلغ معدل معرفة القراءة والكتابة 97.9 ٪، وهي أعلى نسبة في أي مجتمع هندي (المعدل الوطني هو 64.8 ٪). 96.1 ٪ من الفارسي يقيمون في المناطق الحضرية (المعدل الوطني هو 27.8 ٪).
في منطقة بومباي الكبرى حيث يوجد أكبر سلالة بارسية، 10% من الإناث لا يتزوجن و 20% من الذكور لا يتزوجوا.

## التاريخ

### القدوم إلى كوجرات
حسب قصة سانجان "Qissa-i Sanjan " والتي الفت بعد ستة قرون على الاقل منذ أول قدوم إلى شبه القارة الهندية يذكر ان أول قدوم كان من منطقة «خرسان الكبرى» المرجع (Hodivala 1920, p. 88). هذه المنطقة في آسيا الوسطى تمثل شمال شرق إيران (مقاطعة خرسان), وجزء في شمال أفغانستان، وجزئيا في ثلاث جمهوريات من وسط آسيا، طاجيكستان وتركمانستان وأوزبكستان.
منح المهاجرين منهم الاذن بالإقامة في كوجرات من قبل الحاكم المحلي جادي رانا شرط تبنيهم للغة المحلية (الكوجراتية)، وبشرط تبني نسائهم للباس المحلي (الساري), وبشرط تخليهم عن حمل السلاح.